# Hard to Kill
Hard to Kill (Brasil: Difícil de Matar / Portugal: Duro de Roer) é um filme estado-unidense de 1990, dirigido por Bruce Malmuth e estrelado por Steven Seagal, Kelly Le Brock e William Sadler. O filme foi um sucesso de bilheteria uma vez que arrecadou mais de 48 milhões de dólares na bilheteria.

## Sinopse
Mason Storm (Steven Seagal) é um detetive de Los Angeles impiedoso com aqueles que desafiam a justiça. Mas nem mesmo assim ele está livre dos perigos das ruas. Em uma de suas missões, ele acaba sendo gravemente baleado por um político corrupto e seu capanga. Storm beira a morte, permanecendo em coma por sete longos anos. Mas agora Storm despertou e tem apenas um desejo vingança. Ajudado por sua fiel enfermeira (Kelly Le Brock) ele inicia um árduo e intenso treinamento, alimentando seu ódio e se preparando para o confronto final.